# Капали-Чарши

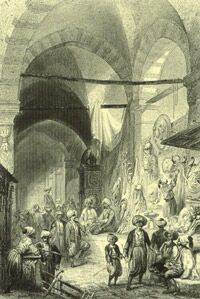
Гранд Базар

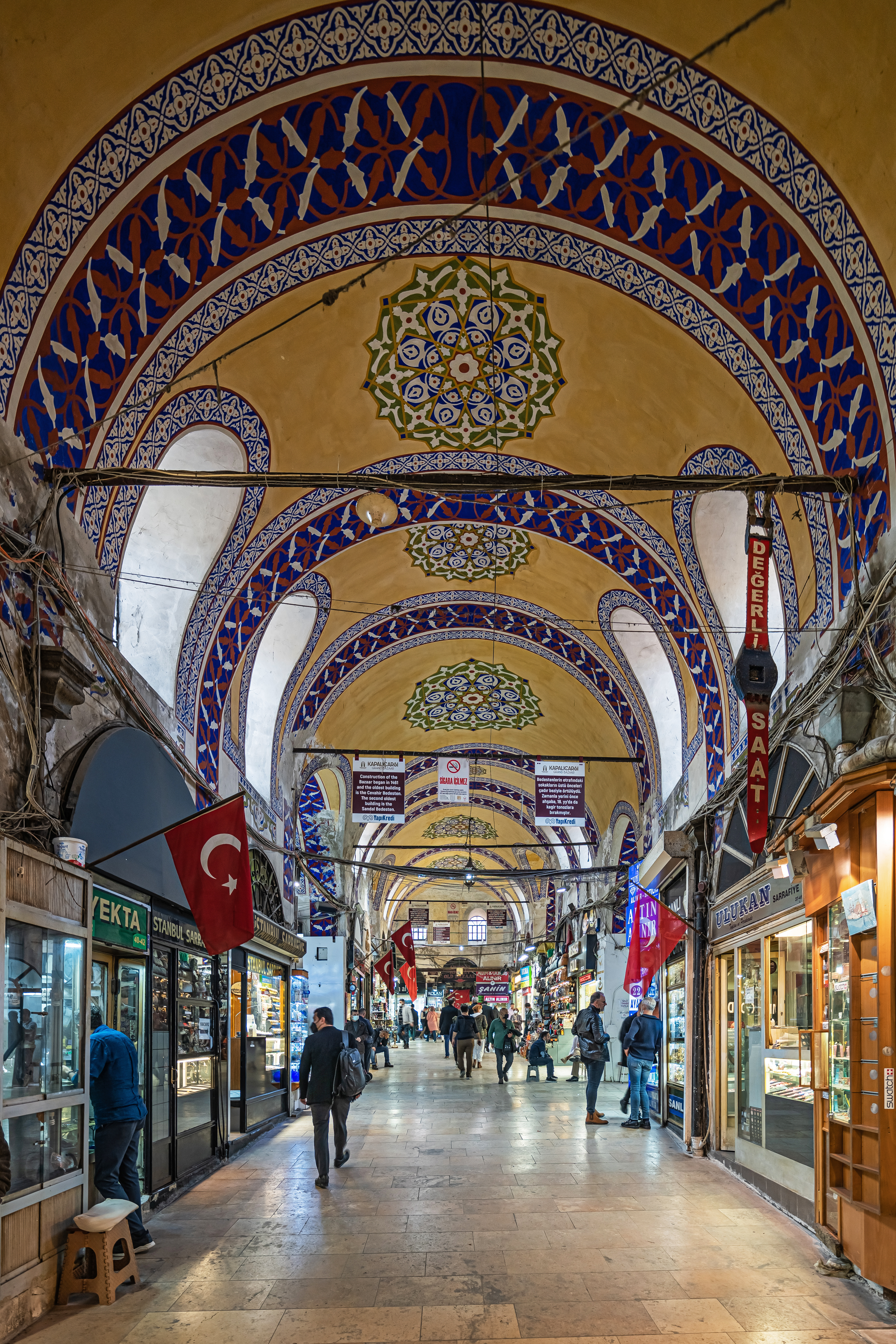
Критий ринок — Гранд Базар

Гранд базар (Критий базар, Критий ринок, Капали Чарши, тур. Kapalıçarşı, англ. Grand Bazaar) — один із найбільших критих ринків у світі. Базар розташований в старій частині Стамбула та займає величезну площу — на базарі розташовано понад 4000 магазинів на 58 вулицях. Щодня Капали Чарши відвідує понад півмільйона відвідувачів і туристів.
Асортимент товарів Капали Чарші надзвичайно великий — ювелірні вироби та прикраси, антикваріат, шкіра, текстиль, килими, туристичні сувеніри, вироби з кераміки та дерева тощо. В середині Гранд Базару розташовуються ресторани, джерела, мечеті, житлові приміщення, і навіть кладовище.

## Історія та архітектура базару
Будівництво базару почалося ще за султана Мехмеда II (Мехмед завойовник) відразу після взяття Константинополя в 1464 році, на базі ринків візантійської столиці. За наказом султана були зведені два бедестани, навколо яких став формуватися ринок. У наступні роки Капали Чарши неодноразово перебудовувався і розширювався. Після землетрусу 1894 року була здійснена грандіозна реконструкція базару. У османський період на базарі займалися не тільки торгівлею, а й економічними та фінансовими операціями, працювали банки, існувала біржа. До середини XIX століття Капали Чарши був центром работоргівлі.
У Капали Чарши є в цілому 18 воріт, серед яких найбільшими примітними є центральні ворота «Нуруосманійе» (розташовані поруч з площею Чемберліташ) на яких написана напис «Бог милує того, хто присвячує себе торгівлі» та ворота «Беязіт», розташовані поряд з площею Беязіт. Старий (тур. Sahaflarbedesteni) І Сандаловий (тур. Sandalbedesteni) бедестани, розташовані в центрі Капали Чарши, мають склепінні і куполо-образні стелі і є найстарішими будівлями. Вулиці ринку зберегли старі назви — вулиця Колпачників (тур. Kalpakcilar Caddesi), Вулиця Кальянщиків (тур. Nargileci Caddesi), Самоварна вулиця (тур. Semaver Sokak) тощо.

## Вулиці, Караван-сараї та ворота
Великий Базар має четверо головних воріт, на кінцях його двох великих вулиць, які перехрещуються біля південно-західного кута базару. Одна з вулиць виходить на мечеть Байязід та площу Байзід з мечеттю Нуросманіе.
| Вулиця            | Караван-сарай | Ворота       |
| ----------------- | ------------- | ------------ |
| Acıçeşme          | Ağa           | Beyazıt      |
| Ağa               | Alipaşa       | Çarşıkapı    |
| Altuncular        | Astarcı       | Çuhacıhan    |
| Aminçiler         | Balyacı       | Kuyumcular   |
| Araracıoğlu       | Bodrum        | Mahmutpaşa   |
| Aynacılar         | Cebeci        | Nuruosmaniye |
| Basmacılar        | Çukur         | Örücüler     |
| Çuhacıhanı        | Evliya        | Sepetçihan   |
| Bitpazarı         | Hatipemin     | Takkeciler   |
| Fesçiler          | İçcebeci      | Tavukpazarı  |
| Ganiçelebi        | İmamali       | Zenneciler   |
| Hacıhasan         | Kalcılar      |              |
| Hacıhüsnü         | Kapılar       |              |
| Hacımemiş         | Kaşıkçı       |              |
| Halıcılar         | Kebapçı       |              |
| Hazırelbiseciler  | Kızlarağası   |              |
| İplikçiler        | Mercan        |              |
| Kahvehane         | Perdahçı      |              |
| Kalpakçılar       | Rabia         |              |
| Karakol           | Safran        |              |
| Karamanlıoğlu     | Sarnıçlı      |              |
| Kavaflar          | Sarraf        |              |
| Kazazlar          | Sepetçi       |              |
| Keseciler         | Sorguçlu      |              |
| Kilitçiler        | Varakçı       |              |
| Kolancılar        | Yağcı         |              |
| Koltukçu          | Yolgeçen      |              |
| Kürkçüler         | Zincirli      |              |
| Lütfullahefendi   |               |              |
| Mercançıkmazı     |               |              |
| Muhafazacılar     |               |              |
| Mühürdaremin      |               |              |
| Ortakazazcılar    |               |              |
| Örücülerhamamı    |               |              |
| Parçacılar        |               |              |
| Perdahçılar       |               |              |
| Püskülcüler       |               |              |
| Reisoğlu          |               |              |
| Ressam            |               |              |
| Sahaflarbedesteni |               |              |
| Sandal            |               |              |
| Sandalbedesteni   |               |              |
| Serpuççular       |               |              |
| Sıra odalar       |               |              |
| Sipahi            |               |              |
| Tacirler          |               |              |
| Takkeciler        |               |              |
| Tavukpazarı       |               |              |
| Terlikçiler       |               |              |
| Terzibaşı         |               |              |
| Terziler          |               |              |
| Tuğcular          |               |              |
| Varakçıhan        |               |              |
| Yağlıkçılar       |               |              |
| Yarımtaşhan       |               |              |
| Yeşildirek        |               |              |
| Yorgancılar       |               |              |
| Yüncühasan        |               |              |
| Zenneciler        |               |              |